# Herfstdraad
Herfstdraad is een zeer dunne draad spinrag. Herfstdraden zijn het gevolg van vele jonge en kleine spinnetjes,  die zich aan het eind van de zomer laten wegzweven door de wind. Dit aeronautisch gedrag wordt ballooning genoemd.
Uit een enkel broedsel komen vaak vele honderden spinnetjes. Als ze uit het ei zijn gekropen zitten ze dicht tegen elkaar in een bol. Pas na enige dagen verlaten ze het nest en zoeken hogere delen van een plant op. Als het gaat waaien laten ze zich wegzweven door een spinsel te maken dat met de wind meewaait. Daartoe laat het spinnetje een draad vieren in de wind; als de draad lang genoeg is zal de spin loslaten en wordt hij aan de draad omhoog meegetrokken; de draad wordt als vlieger gebruikt. Op deze manier verspreiden veel soorten spinnen zich, zoals de kruisspin.

## Woord
Het woord herfstdraad is een van de weinige Nederlandse woorden met 6 medeklinkers achter elkaar. 

## Verwijzing
Het gedicht "Des Zangers Min' van Piet Paaltjens gebruikt het als volgt: "De morgendamp hangt over 't veld, En kleurt den herfstdraad wit."